# Résolution 250 du Conseil de sécurité des Nations unies
Membres permanents
- Chine (Taïwan)
- États-Unis
- France
- Royaume-Uni
- URSS

Membres non permanents
- Algérie
- Brésil
- Canada
- Danemark
- Éthiopie
- Hongrie
- Inde
- Pakistan
- Paraguay
- Sénégal

Résolution no 249 Résolution no 251
La résolution 250 du Conseil de sécurité des Nations unies est adoptée à l'unanimité lors de la 1 417e séance du Conseil de sécurité des Nations unies le 27 avril 1968, mettait en garde Israël contre la tenue d'un défilé du jour de l'indépendance à Jérusalem, la capitale proclamée d'Israël. Israël a ignoré la résolution. En réponse, le Conseil a adopté la résolution 251 du Conseil de sécurité des Nations unies condamnant les actions d'Israël. Cette résolution ne sera pas respectée par Israël.

### Sources
- (en) Cet article est partiellement ou en totalité issu de l’article de Wikipédia en anglais intitulé « United Nations Security Council Resolution 250 » (voir la liste des auteurs).

### Texte
- Résolution 250 Sur fr.wikisource.org
- Résolution 250 Sur en.wikisource.org